# (2020) Ukko
(2020) Ukko ist ein Asteroid des Hauptgürtels, der am 18. März 1936 von dem finnischen Astronomen Yrjö Väisälä in Turku entdeckt wurde.
Seinen Namen erhielt der Asteroid in Anlehnung an die höchste Gottheit Ukko der finnischen Mythologie.